# Пачиха (река)
Пачи́ха (устар. Почиха, Почнуха) — река в Пинежском районе Архангельской области России, приток Юлы. Длина водотока — 14 километров.
Берёт начало из озера Большое Пачишское.
От Пачихи получил название посёлок Пачиха, который находится на берегу реки Юлы.
Код водного объекта — 03020300312103000037316.